# Elezioni parlamentari in Giamaica del 2011
Le elezioni parlamentari in Giamaica del 2011 si tennero il 29 dicembre.

## Risultati
| Liste                                           | Voti    | %     | Seggi |
| ----------------------------------------------- | ------- | ----- | ----- |
| Partito Nazionale del Popolo                    | 464 064 | 53,28 | 42    |
| Partito Laburista Giamaicano                    | 405 920 | 46,61 | 21    |
| Partito Progressista del Popolo - Marcus Garvey | 420     | 0,05  | –     |
| Movimento Democratico Nazionale                 | 263     | 0,03  | –     |
| Indipendenti                                    | 228     | 0,03  | –     |
| Alleanza Giamaica                               | 57      | 0,01  | –     |
| Totale                                          | 870 952 | 100   | 63    |